# Suburbikarisches Bistum
Die suburbikarischen Bistümer sind einige der ältesten Bistümer der lateinischen Kirche im Umkreis von Rom, deren Vorsteher dem Papst bei der Leitung der Gesamtkirche zur Seite standen.
Der Begriff suburbikarisch leitet sich vom lateinischen suburbicarius ab. „Sub“ heißt „unter“, und „urbs“ heißt „die Stadt“, womit, wie beim Segen Urbi et orbi, die Stadt Rom gemeint ist.

## Geschichte und Funktion
Aus diesen Bischöfen entwickelte sich im Laufe der Kirchengeschichte die Klasse der Kardinalbischöfe. Die suburbikarischen Bistümer waren alle Suffraganbistümer der Kirchenprovinz Rom. Die Bischöfe der suburbikarischen Bistümer unterstanden damit dem Bischof von Rom (Papst) in seiner Eigenschaft als Metropolit dieser Kirchenprovinz. Die Anzahl und die Namen dieser Bistümer unterlagen geringfügigen historischen Schwankungen.
Das Bistum Porto und das Bistum Santa Rufina wurden 1454 letztmalig vereinigt. So wurde beispielsweise das Bistum Ostia-Velletri, welches 1150 vereinigt wurde, durch das Motu proprio Edita a Nobis von Papst Pius X. vom 5. Mai 1914 geteilt. 1925 wurde ein Teil des aufgelösten Bistums Poggio Mirteto dem suburbikarischen Bistum Sabina angegliedert. 1986 wurde Velletri mit dem Bistum Segni fusioniert.
Den höchsten Rang unter ihnen nimmt seit alters her der Kardinalbischof von Ostia ein (ex officio auch Kardinaldekan), welchem in dem seltenen Fall, dass der päpstliche Elekt noch nicht die Bischofsweihe erhalten hat, das Vorrecht zukommt, ihm als Hauptkonsekrator die Bischofsweihe zu spenden. Der Dekan wird mit Zustimmung des Papstes von den sechs Kardinalbischöfen der suburbikarischen Diözesen aus ihrem Kreis gewählt (früher war es immer der dienstälteste Kardinalbischof).
Die zunehmende Einbindung der Kardinalbischöfe in die Verwaltung der päpstlichen Kurie führte zu einer Loslösung von ihren Diözesen. Einige von ihnen, insbesondere die Kardinalbischöfe von Sabina und Velletri, hatten daher seit Jahrhunderten Weihbischöfe, und Papst Pius X. machte diese Praxis 1910 mit der Apostolischen Konstitution Apostolicae Romanorum für alle suburbikarischen Diözesen verbindlich.
Mit dem Motu proprio Suburbicariis sedibus vom 11. April 1962 trennte Papst Johannes XXIII. die Leitung der suburbikarischen Diözesen institutionell von den Kardinalbischöfen und legte fest, dass den suburbikarischen Bistümern künftig eigene Diözesanbischöfe mit voller Jurisdiktion vorstehen sollen. Obwohl es formell bestehen blieb, wurde das Bistum Ostia seitdem jedoch nie mit einem Diözesanbischof besetzt, sondern der Kardinalvikar in Personalunion zum Apostolischen Administrator bestellt und die übrige Leitung des Bistums durch das Vicariatus Urbis übernommen. Im Jahr zuvor hatte der Papst festgelegt, dass er künftig die Besetzung der Titel frei vornehmen wird und nicht mehr das Dienstalter als Kardinal den Ausschlag geben soll.
Die Kardinalbischöfe nehmen allerdings immer noch in aller Form Besitz von ihrem jeweiligen Bistum, sind jedoch an der Verwaltung der Diözese nicht mehr beteiligt.
Gemäß Artikel 3 des Villa-Madama-Abkommens (Konkordat von 1984) sind die Suburbikarischen Bistümer neben der Diözese Rom die einzigen italienischen Diözesen, die einen Bischof oder Pfarrer haben können, der kein italienischer Staatsbürger sind. Der letzte ausländische Bischof, der tatsächlich die pastorale Leitung einer suburbikarischen Diözese innehatte, war Kardinal Eugène Tisserant, bis zum 6. August 1966 Bischof der Diözesen Ostia sowie Porto und Santa Rufina war.

## Liste
Zurzeit gibt es sieben suburbikarische Bistümer:
| Name                  | Gründung       | Kardinalbischof          | Nationalität | seit             | Kathedrale                         |
| --------------------- | -------------- | ------------------------ | ------------ | ---------------- | ---------------------------------- |
| Ostia                 | 3. Jahrhundert | Giovanni Battista Re     | Italien      | 18. Januar 2020  | Sant’Aurea                         |
| Albano                | 4. Jahrhundert | Luis Antonio Tagle       | Philippinen  | 24. Mai 2025     | San Pancrazio Martire              |
| Frascati              | 3. Jahrhundert | Tarcisio Bertone SDB     | Italien      | 30. April 2008   | San Pietro Apostolo in Frascati    |
| Palestrina            | 4. Jahrhundert | José Saraiva Martins CMF | Portugal     | 24. Februar 2009 | Sant’Agapito Martire in Palestrina |
| Porto-Santa Rufina    | 3. Jahrhundert | Beniamino Stella         | Italien      | 1. Mai 2020      | Sacri Cuori di Gesù e Maria        |
| Sabina-Poggio Mirteto | 6. Jahrhundert | Giovanni Battista Re     | Italien      | 1. Oktober 2002  | Santa Maria Assunta                |
| Velletri-Segni        | 5. Jahrhundert | Francis Arinze           | Nigeria      | 25. April 2005   | San Clemente in Velletri           |

Die sechs nicht-orientalischen Kardinalbischöfe der römisch-katholischen Kirche haben über diese Diözesen nach dem Kirchenrecht die Schirmherrschaft, aber keine Leitungsgewalt (357, § 1  CIC). Sie werden daher häufig als ihre Titularbischöfe bezeichnet, da sie nach dem Kirchenrecht den Titel der jeweiligen Diözese innehaben (352, § 2  CIC).